# Ivondro
L'Ivondro  est un fleuve côtier du versant est de Madagascar dans les deux régions Atsinanana et Alaotra-Mangoro. Il se jette dans l'océan Indien dans la banlieue sud de Toamasina (tamatave).

## Géographie
De 150 km de longueur, l'Ivondro a un bassin versant de 3 513 km2 de superficie. L'Ivondro passe près des localités Didy, Antsangambato, Antoidava, Ankosibe, Ambodilazana, Volobe, Ringaringa, Antananambo et Mahatsara, ainsi que la Réserve spéciale de Mangerivola et le parc national de Didy.
La Route nationale 2 et la ligne de chemin de fer Tananarive-Côte Est traverse l'Ivondro au niveau de la localité de Fanandrana : 18° 15′ 24″ S, 49° 16′ 05″ E.